# Stigmatophora inanis
Stigmatophora inanis är en fjärilsart som beskrevs av Adalbert Seitz 1913. Stigmatophora inanis ingår i släktet Stigmatophora och familjen björnspinnare. Inga underarter finns listade i Catalogue of Life.